# Propilidium pertenue
Propilidium pertenue is een slakkensoort uit de familie van de Lepetidae. De wetenschappelijke naam van de soort is voor het eerst geldig gepubliceerd in 1882 door Jeffreys, J.G..